# Bruno Leite
Bruno Miguel Santos Leite (ur. 21 marca 1995 w Lizbonie) – kabowerdeński piłkarz portugalskiego pochodzenia, grający na pozycji środkowego pomocnika w cypryjskim klubie Pafos FC oraz reprezentacji Republiki Zielonego Przylądka. Posiada również obywatelstwo norweskie.

## Życie prywatne
Jego ojcem jest José Sousa, również piłkarz oraz trener piłkarski.